# Biophytum calophyllum
Biophytum calophyllum är en harsyreväxtart som först beskrevs av Prog., och fick sitt nu gällande namn av André Guillaumin. Biophytum calophyllum ingår i släktet Biophytum och familjen harsyreväxter. Inga underarter finns listade i Catalogue of Life.